# قصعين قرني الأوراق
قصعين قرني الأوراق (الاسم العلمي:Salvia ceratophylla) هو نوع من النباتات يتبع جنس القصعين من الفصيلة الشفوية.